# Scelio taylori
Scelio taylori är en stekelart som beskrevs av Nixon 1958. Scelio taylori ingår i släktet Scelio och familjen Scelionidae. Inga underarter finns listade i Catalogue of Life.